# Макаревич Борис Степанович
Бори́с Степа́нович Макаре́вич (31 серпня 1971 — 10 червня 2016) — майор Збройних сил України, учасник російсько-української війни.

## Життєпис
Народився 1971 року в селі Білокриниця (Кременецький район, Тернопільська область). Закінчив Білокриницьку школу, Хмельницьке військове училище, за направленням поїхав до армійської частини в Кам'янці-Бузькій. Працював у військкоматах Вінниці, Ковеля, Бершаді та Крижополя. 2008 року комісований за станом здоров'я, повернувся до Білокриниці, займався домашнім господарством.
Навесні 2014 року під час першої хвилі мобілізації повернувся на службу до Кременецького військкомату, старший офіцер відділення комплектування; згодом навчав вояків у військовій частині в Старичах. 29 квітня 2016 року призначений на командирську посаду, направлений в зону бойових дій; майор, командир мінометної батареї 24-го окремого штурмового батальйону «Айдар».
10 червня 2016-го уночі поблизу села Славне (Мар'їнський район) на протитанковій міні підірвався військовий вантажний автомобіль, загинули Борис Макаревич та старший солдат Тихонов Євген Олександрович, ще четверо зазнали поранень.
Похований 13 червня того самого року у с. Білокриниці.

## Нагороди та вшанування
- указом Президента України № 310/2016 від 23 липня 2016 року «за особисту мужність і високий професіоналізм, виявлені у захисті державного суверенітету та територіальної цілісності України, вірність військовій присязі» — нагороджений орденом «За мужність» III ступеня (посмертно)[1]
- почесний громадянин Тернопільської області (26 серпня 2022, посмертно)[2];